# Voile aux Jeux olympiques de la jeunesse d'été de 2010
Navigation
Édition suivante
L'épreuve de voile des Jeux olympiques de la jeunesse d'été de 2010 a eu lieu à Singapour entre le 17 et le 25 août. La compétition de voile comprend quatre épreuves avec médailles avec les garçons et les filles qui font de la voile soit avec le bateau Byte CII (dériveur une personne) ou avec le Techno 293 (planche à voile).

## Dériveur une personne

Byte CII

| Nom                            | Pays                        |
| ------------------------------ | --------------------------- |
| Saif Ibrahim Al Hammadi        | Émirats arabes unis         |
| Eduardo Ariza                  | République dominicaine      |
| Pavlo Babych                   | Ukraine                     |
| Ian Barrows                    | Îles Vierges des États-Unis |
| Peter Batho                    | Hongrie                     |
| Marco Benini                   | Italie                      |
| Juan Ignacio Biava             | Argentine                   |
| Darren Wong Loong Choy         | Singapour                   |
| Jack Collinson                 | Nouvelle-Zélande            |
| Anis Elmjid                    | Tunisie                     |
| Alexander Elstrodt             | Brésil                      |
| Harald Faeste                  | Norvège                     |
| Florian Haufe                  | Allemagne                   |
| Lester Luis Hernandez Martinez | Cuba                        |
| Marti Llena                    | Espagne                     |
| Massimo Mazzolini              | Monaco                      |
| Muhamad Amirul Shafiq Md Jais  | Malaisie                    |
| Valerij Ovcinnikov             | Lituanie                    |
| Goncalo Pires                  | Portugal                    |
| Supakon Pongwichean            | Thaïlande                   |
| Alp Rodopman                   | Turquie                     |
| Sébastian Schneiter            | Suisse                      |
| Owen Siese                     | Bermudes                    |
| Mark Spearman                  | Australie                   |
| Kaarle Tapper                  | Finlande                    |
| Aquila Tatira                  | Îles Cook                   |
| Just van Aanholt               | Antilles néerlandaises      |
| Wang Zhi                       | Chine                       |
| Zan Luka Zelko                 | Slovénie                    |

| Nom                       | Pays                        |
| ------------------------- | --------------------------- |
| Irene Abascal van Blerk   | Guatemala                   |
| Elise Beavis              | Nouvelle-Zélande            |
| Niki Blassar              | Finlande                    |
| Céline Carlsen            | Danemark                    |
| Sanlay Castro de la Cruz  | Cuba                        |
| Catherine Diaz            | Îles Vierges des États-Unis |
| Sarah Douglas             | Canada                      |
| Paloma Esteban            | République dominicaine      |
| Lara Kiran Granier        | Kenya                       |
| Gu Min                    | Chine                       |
| Lamia Feriel Hammiche     | Algérie                     |
| Pinar Kaynar              | Turquie                     |
| Madison Kennedy           | Australie                   |
| Sofiia Larycheva          | Ukraine                     |
| Stephanie Lovell          | Sainte-Lucie                |
| Claudia Mazzaferro        | Brésil                      |
| Teau Moana McKenszie      | Îles Cook                   |
| Khairunneeta Mohd Affendy | Malaisie                    |
| Sophie Murphy             | Irlande                     |
| Eva Peternelj             | Slovénie                    |
| Sara Piasecka             | Pologne                     |
| Maria Poncell             | Chili                       |
| Alexandra Rayroux         | Suisse                      |
| Tu´lemanu Ripley          | Samoa américaines           |
| Matilde Simoncini         | Saint-Marin                 |
| Ines Sobral               | Portugal                    |
| Constanze Stolz           | Allemagne                   |
| Lara Vadlau               | Autriche                    |
| Daphne van der Vaart      | Pays-Bas                    |
| Nicole van der Velden     | Aruba                       |
| Elizabeth Wauchope        | Îles Caïmans                |
| Natasha Michiko Yokoyama  | Singapour                   |

## Planche à voile

Techno 293

| Nom                            | Pays         |
| ------------------------------ | ------------ |
| Kiran Badloe                   | Pays-Bas     |
| Daniele Benedetti              | Italie       |
| Omar Noureddine Bouabdallah    | Algérie      |
| Matias Canseco                 | Pérou        |
| Cheng Chun Leung Michael       | Hong Kong    |
| Jose Davila                    | Mexique      |
| Efstratios Doukas              | Grèce        |
| Ronalds Kaups                  | Lettonie     |
| Kim Chaneui                    | Corée du Sud |
| Daiya Kuramochi                | Japon        |
| Maxime Labat                   | France       |
| Juan Lejarraga McSweeney       | Guatemala    |
| Kieran Martin                  | Royaume-Uni  |
| Alejandro Luis Monllor Pacheco | Porto Rico   |
| Artem Murashev                 | Russie       |
| Andras Nikl                    | Hongrie      |
| Robert Pellowski               | Pologne      |
| Mayan Rafic                    | Israël       |
| Nikita Rom                     | Estonie      |
| Bautista Saubidet Birkner      | Argentine    |
| Ian Stokes                     | États-Unis   |

| Nom                    | Pays        |
| ---------------------- | ----------- |
| Valentina Serigós      | Argentine   |
| Andrea Vanhoorne       | Belgique    |
| Anastasiya Yalkevich   | Biélorussie |
| Wendy Richer Soares    | Brésil      |
| Audrey Caron           | Canada      |
| Clidane Humeau         | France      |
| Man Ka Kei             | Hong Kong   |
| Naomi Cohen            | Israël      |
| Veronica Fanciulli     | Italie      |
| Shiori Yuri            | Japon       |
| Diana Valera           | Mexique     |
| Josefina Roder         | Pérou       |
| Hanna Idziak           | Pologne     |
| Audrey Pei Lin Yong    | Singapour   |
| Lara Lagoa             | Espagne     |
| Siripon Kaewduang-Ngam | Thaïlande   |
| Jade Rogers            | Royaume-Uni |
| Margot Samson          | États-Unis  |

## Agenda des compétitions
| Date    | Jour     | Heure | Détails            |
| ------- | -------- | ----- | ------------------ |
| 25 août | Mercredi | 12:00 | Byte CII Filles    |
| 25 août | Mercredi | 12:00 | Techno 293 Filles  |
| 25 août | Mercredi | 12:05 | Byte CII Garçons   |
| 25 août | Mercredi | 12:05 | Techno 293 Garçons |

## Garçons
| Édition                          | Or          | Argent                   | Bronze           |
| -------------------------------- | ----------- | ------------------------ | ---------------- |
| Dériveur une personne (Byte CII) | Ian Barrows | Florian Haufe            | Just Van Aanholt |
| Planche à voile (Techno 293)     | Mayan Rafic | Chun Laung Michael Cheng | Kieran Martin    |

## Filles
| Édition                          | Or                     | Argent               | Bronze              |
| -------------------------------- | ---------------------- | -------------------- | ------------------- |
| Dériveur une personne (Byte CII) | Lara Vadlau            | Daphne van der Vaart | Constanze Stolz     |
| Planche à voile (Techno 293)     | Siripon Kaewduang-Ngam | Veronica Fanciulli   | Audrey Pei Lin Yong |